# Siegfried Willutzki
Siegfried Willutzki (* 22. November 1933 in Widminnen, Ostpreußen) ist ein Autor juristischer Schriften, Mitherausgeber einer juristischen Zeitschrift und Ehrenvorsitzender des Deutschen Familiengerichtstages. Er war langjähriger Direktor des Amtsgerichts Brühl.

## Werdegang
Willutzki war nach dem Studium der Rechtswissenschaft Richter beim Landgericht Köln und am Amtsgericht Brühl. Vom 17. Oktober 1973 bis zu seiner Pensionierung war er  Direktor des Amtsgerichts Brühl. Er arbeitete dort von 1977 an als Familienrichter, nachdem die Familiengerichte durch die am 1. Juli 1977 in Kraft getretene Reform des Ehe- und Familienrechts als neue Abteilungen der Amtsgerichte geschaffen worden waren.
Willutzki ist Mitbegründer des im Jahre 1977 gegründeten Vereins Deutscher Familiengerichtstag. Er war von 1985 bis zum September 2001 dessen Vorsitzender und ist seit 2001 Ehrenvorsitzender.
Er war als Honorarprofessor an der Technischen Universität Chemnitz und als Lehrbeauftragter an der Universität Bielefeld tätig.
Willutzki ist Mitherausgeber der Zeitschrift für das gesamte Familienrecht (FamRZ) und er war Mitherausgeber der Zeitschrift für Kindschaftsrecht und Jugendpflege (ZKJ).
Er wird vom Bundestag als Sachverständiger gehört.
Er ist Kolumnist der Zeitschrift ISUV-Report.

## Sonstiges
Siegfried Willutzki ist verheiratet und Vater von drei Kindern.
Er ist seit 2001 Träger des Großen Bundesverdienstkreuzes.